# Goshen (Virginia)
Goshen es una localidad del Condado de Rockbridge, Virginia, Estados Unidos. Según el censo de 2000 tenía una población de 406 habitantes y una densidad de población de 90.1 hab/km².

## Demografía
Según el censo de 2000, había 406 personas, 179 hogares y 107 familias residiendo en la localidad. La densidad de población era de 90,1 hab./km². Había 214 viviendas con una densidad media de 47,5 viviendas/km². El 96,31% de los habitantes eran blancos, el 3,69% afroamericanos.
Según el censo, de los 179 hogares en el 27,4% había menores de 18 años, el 39,7% pertenecía a parejas casadas, el 16,2% tenía a una mujer como cabeza de familia y el 39,7% no eran familias. El 33,0% de los hogares estaba compuesto por un único individuo y el 13,4% pertenecía a alguien mayor de 65 años viviendo solo. El tamaño promedio de los hogares era de 2,27 personas y el de las familias de 2,90.
La población estaba distribuida en un 23,6% de habitantes menores de 18 años, un 8,4% entre 18 y 24 años, un 27,8% de 25 a 44, un 23,4% de 45 a 64 y un 16,7% de 65 años o mayores. La media de edad era 38 años. Por cada 100 mujeres había 84,5 hombres. Por cada 100 mujeres de 18 años o más, había 80,2 hombres.
Los ingresos medios por hogar en la localidad eran de 23.958 dólares ($) y los ingresos medios por familia eran 30.455 $. Los hombres tenían unos ingresos medios de 25.227 $ frente a los 18.250 $ para las mujeres. La renta per cápita para la ciudad era de 14.400 $. El 18,0% de la población y el 17,3% de las familias estaban por debajo del umbral de pobreza. El 20,2% de los menores de 18 años y el 17,4% de los habitantes de 65 años o más vivían por debajo del umbral de pobreza.

## Geografía
Según la Oficina del Censo de los Estados Unidos, la localidad tiene un área total de 4,5 km², todos ellos correspondientes a tierra firme.